# Блай Малларах
Блай Малларах (ісп. Блай Мальярач, 21 серпня 1987) — іспанський ватерполіст.
Учасник Олімпійських Ігор 2012, 2016 років.
Чемпіон світу з водних видів спорту 2022 року, призер 2009 року.